# Xã Bass Little, Quận Sebastian, Arkansas
Xã Bass Little (tiếng Anh: Bass Little Township) là một xã thuộc quận Sebastian, tiểu bang Arkansas, Hoa Kỳ. Năm 2010, dân số của xã này là 2.285 người.